# Pankratz
 Pankratz  va ser un constructor estatunidenc de cotxes de competició.
Pankratz va competir al campionat del món de la Fórmula 1 a 2 temporades, les dels anys 1954 i 1955.
Va disputar només la cursa del Gran Premi d'Indianapolis 500, no competint a cap més prova del campionat del món de la F1.

## Resultats a la F1
| Temporada | Pilot       | Classificació | Punts | Retirada | Resultats |
| --------- | ----------- | ------------- | ----- | -------- | --------- |
| 1954      | Jimmy Reece | 17            |       |          | Resultats |
| 1955      | Jimmy Reece | Ret           |       | Motor    | Resultats |